# فاتیکچاری
فاتیکچاری (به لاتین: Fatikchhari) یک منطقهٔ مسکونی در بنگلادش است که در ناحیه چیتاگونگ واقع شده‌است. فاتیکچاری ۷۷۳٫۱۳ کیلومتر مربع مساحت و ۴۴۱٬۸۶۳ نفر جمعیت دارد.